# Friedrich Christoph Oetinger
Friedrich Christoph Oetinger (né le 2 mai 1702 à Göppingen et mort le 10 février 1782 à Murrhardt) est un théosophe allemand d'origine piétiste et d'obédience luthérienne. Son œuvre constitue l'une des premières tentatives de compréhension de l'histoire de l'univers, qu'elle aborde dans son ensemble. Il y interprète la dynamique du monde à la lumière de la Révélation.
C'est à Oetinger que l'on doit l'introduction de la cabale lourianique au sein de la cabale chrétienne, trouvant chez Isaac Louria les moyens de concilier tradition juive et tradition chrétienne. S'opposant à la fois à l'idéalisme et au matérialisme, il considère que tout esprit est appelé à s'incarner dans un corps naturel, à s'inscrire dans le monde physique. 
Oetinger est aujourd'hui considéré comme un maillon important entre l'esprit des Lumières et la théosophie. Son influence sur les communautés piétistes allemandes est considérable.

### Œuvres
- Die Werke Friedrich Christoph Oetingers. Chronologisch-systematische Bibliographie 1707–2014, bearbeitet von Martin Weyer-Menkhoff und Reinhard Breymayer. (Berlin; München; Boston [, Massachusetts, États-Unis] : ) (Walter) de Gruyter (GmbH), [März] 2015 (Bibliographie zur Geschichte des Pietismus, Band 3. Im Auftrag der Historischen Kommission zur Erforschung des Pietismus [Hannover, bei der Union Evangelischer Kirchen in der Evangelischen Kirche in Deutschland] hrsg. von Hans Schneider, Hans Otte, Hans-Jürgen Schrader). – VIII, 445 pp.  
  - Druckausgabe in Leinen  (ISBN 978-3-11-041450-9 et 3-11-041450-3).
  - eBook (PDF)  (ISBN 978-3-11-041460-8).
  - eBook (EPUB)  (ISBN 978-3-11-041465-3).
  - Print/eBook  (ISBN 978-3-11-041461-5 et 3-11-041461-9).

- Friedrich Christoph Oetinger: Die Lehrtafel der Prinzessin Antonia. Herausgegeben von Reinhard Breymayer und Friedrich Häußermann. Berlin, New York: Walter de Gruyter, 1977  (ISBN 3-11-004130-8).

- Friedrich Christoph Oetinger: Theologia ex idea vitae deducta. Herausgegeben von Konrad Ohly.  Berlin, New York: Walter de Gruyter, 1979  (ISBN 3-11-004872-8).

- Friedrich Christoph Oetinger: Biblisches und Emblematisches Wörterbuch. Herausgegeben von Gerhard Schäfer in Verbindung mit Otto Betz [Tübingen], Reinhard Breymayer, Eberhard [Martin] Gutekunst, Ursula Hardmeier [, geb. Paschke], Roland Pietsch, Guntram Spindler. Berlin, New York: Walter de Gruyter, 1999  (ISBN 3-11-004903-1).

- Friedrich Christoph Oetinger: Selbstbiographie [Autobiographie]. Genealogie der reellen Gedanken eines Gottesgelehrten. Hrsg. und mit Einführung versehen von J[ulius]. Roessle.  Metzingen (Württ[emberg].:) Ernst Franz Verlag, 1990  (ISBN 3-7722-0035-4).

### Études